# Diocèse de Mogadiscio
Le diocèse de Mogadiscio est un diocèse de l’Église catholique, érigé canoniquement le 20 novembre 1975 par le pape Paul VI. Il avait auparavant été érigé en vicariat apostolique le 15 décembre 1927 et en préfecture apostolique le 21 janvier 1904. Son évêque siège à la cathédrale de Mogadiscio.
En 1950, il y avait 8 500 laïcs catholiques (surtout des Italiens expatriés) et seize prêtres dans le diocèse somalien. Vers 1980, le nombre de fidèles était estimé à 2 100 alors que les missionnaires n'étaient que six.
La guerre civile somalienne a porté un coup dur à la communauté chrétienne de Somalie. En effet, en 1989, l'évêque Pietro Salvatore Colombo a été violemment assassiné dans la cathédrale de Mogadiscio. La cathédrale fut par la suite détruite lors des affrontements.
De nos jours, les chrétiens somaliens vivent dans une véritable Église des catacombes et attendent que la paix revienne à leur pays. La mort de sœur Leonella Sgorbati fut très douloureuse pour les membres fragilisés de la communauté. 
Le diocèse représente la Somalie à l’Association des conférences épiscopales membres d’Afrique de l’Est (Association of Member Episcopal Conferences in Eastern Africa, AMECEA) ; et au Symposium des conférences épiscopales d’Afrique et de Madagascar (SECAM-SCEAM).